# Préalpes fribourgeoises
Pour les articles homonymes, voir Préalpes.
 (avril 2018).

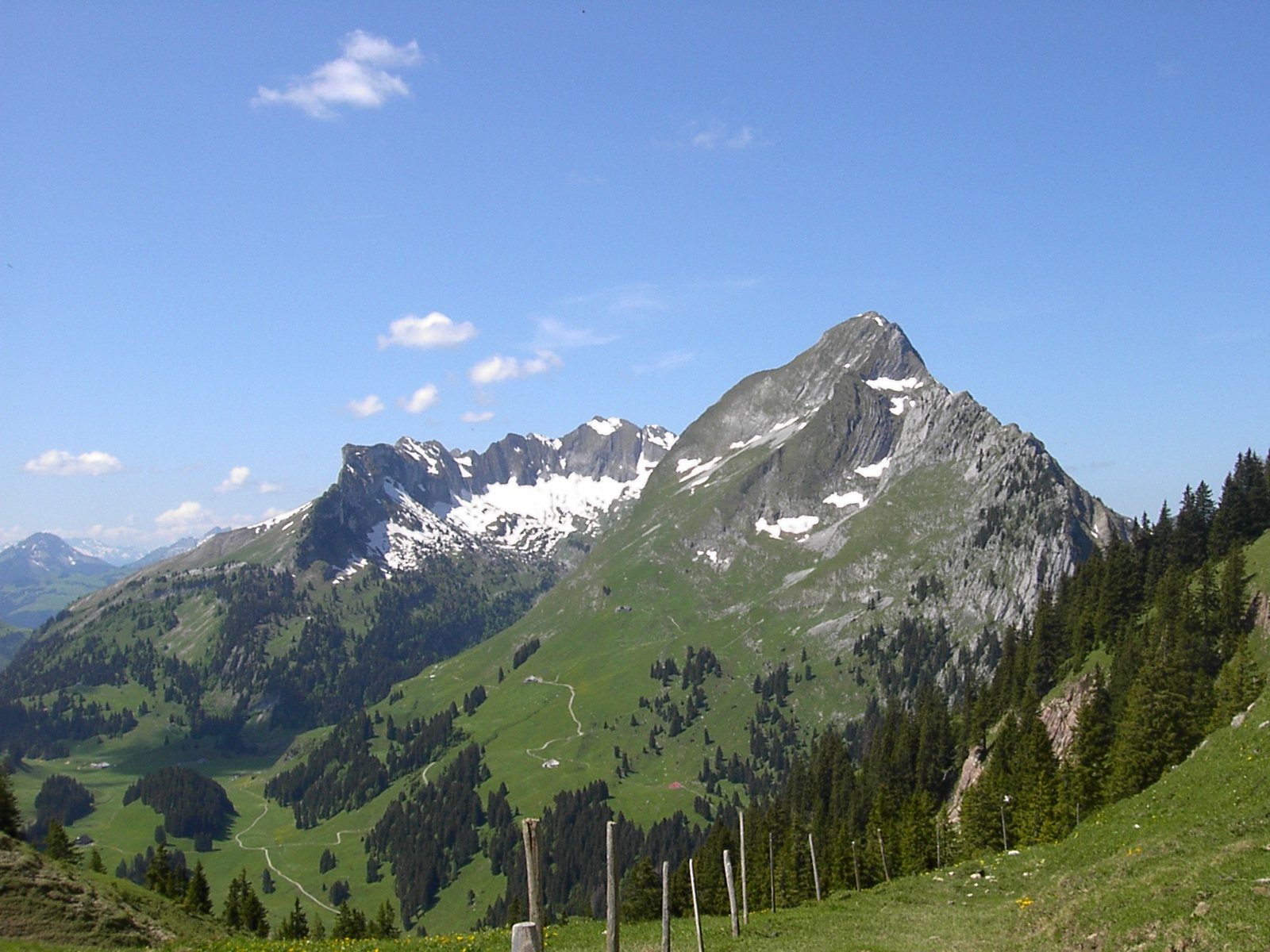
Vue de la dent de Brenleire au premier plan et du Vanil Noir au second plan

Les Préalpes fribourgeoises (en allemand : Freiburger Voralpen) sont un ensemble montagneux faisant partie des Préalpes suisses.

## Géographie

### Situation
Les Préalpes fribourgeoises sont situées en bordure nord de la chaîne des Alpes, à l'ouest de la Suisse, à cheval sur les cantons de Fribourg, Vaud et Berne. Orientées sud-ouest - nord-est, elles s'étendent sur une quarantaine de kilomètres pour une vingtaine de kilomètres de largeur.
Elles sont bordées à l'est par les Préalpes bernoises et au sud par les Préalpes vaudoises. Au nord, elles dominent le Plateau suisse et à l'ouest la Riviera vaudoise sur les bords du lac Léman.
Le point culminant est le Vanil Noir à 2 389 mètres d'altitude, qui est aussi le plus haut sommet du canton de Fribourg. La plupart des sommets culminent à une altitude comprise entre 1 600 et 2 200 mètres.

### Classification

#### Club alpin suisse
Le CAS classe les Préalpes fribourgeoises dans les Préalpes suisses occidentales.

#### Soiusa
Selon le système de classement SOIUSA, les Préalpes fribourgeoises (I/B-14.I-B) sont un sous-groupe des Préalpes suisses. Elles sont bordées au sud par les Préalpes vaudoises, au sud-est et à l'est par les Préalpes bernoises, au nord et au nord-ouest par le Plateau suisse et à l'ouest par la Riviera vaudoise.
- Partie : Alpes occidentales (I)
- Secteur : Alpes nord-occidentales (B)
- Section : Préalpes suisses (14)
- Sous-section : Préalpes vaudoises et fribourgeoises (I)
- Sous-groupe : Préalpes fribourgeoises (B)

Les Préalpes fribourgeoises sont divisées en 5 groupes et 7 sous-groupes.
- Massif du Moléson (3)
  - Chaîne de la Dent de Lys (3.a) : Vanil Blanc, Vanil des Artses, Cape au Moine
  - Chaîne du Moléson (3.b) : Teysachaux
- Massif de la Dent de Ruth (4) 
  - Chaîne Hundsrügg-Bäderhorn (4.a)
  - Chaîne Les Pucelles-Dent de Ruth-Gastlosen (4.b) : Wandflue, dent de Savigny, rochers des Rayes
  - Massif du Hochmatt (4.c)
- Massif du Vanil Noir (5) : dent de Broc, dent du Chamois, dent du Bourgo, dent de Brenleire, pointe de Paray, Gros Perré, Vanil Carré
- Massif Kaiseregg-Schopfenspitz (6)
  - Massif du Kaiseregg (6.a)
  - Massif Schopfenspitz-Dents Vertes (6.b) : Vanil d'Arpille
- Massif de La Berra (7) : Cousimbert

#### Limites
Les Préalpes fribourgeoises sont délimitées par les rivières, lacs et cols suivants :
- au nord par le lac de la Gruyère et la Singine (Kalte Sense) ;
- à l'est par le Chüeharnisch (col) et la Simme ;
- au sud par la Sarine, l'Hongrin et le col de Jaman ;
- à l'ouest par le lac Léman, la Veveyse et la Broye.

### Principaux sommets
D'ouest en est :

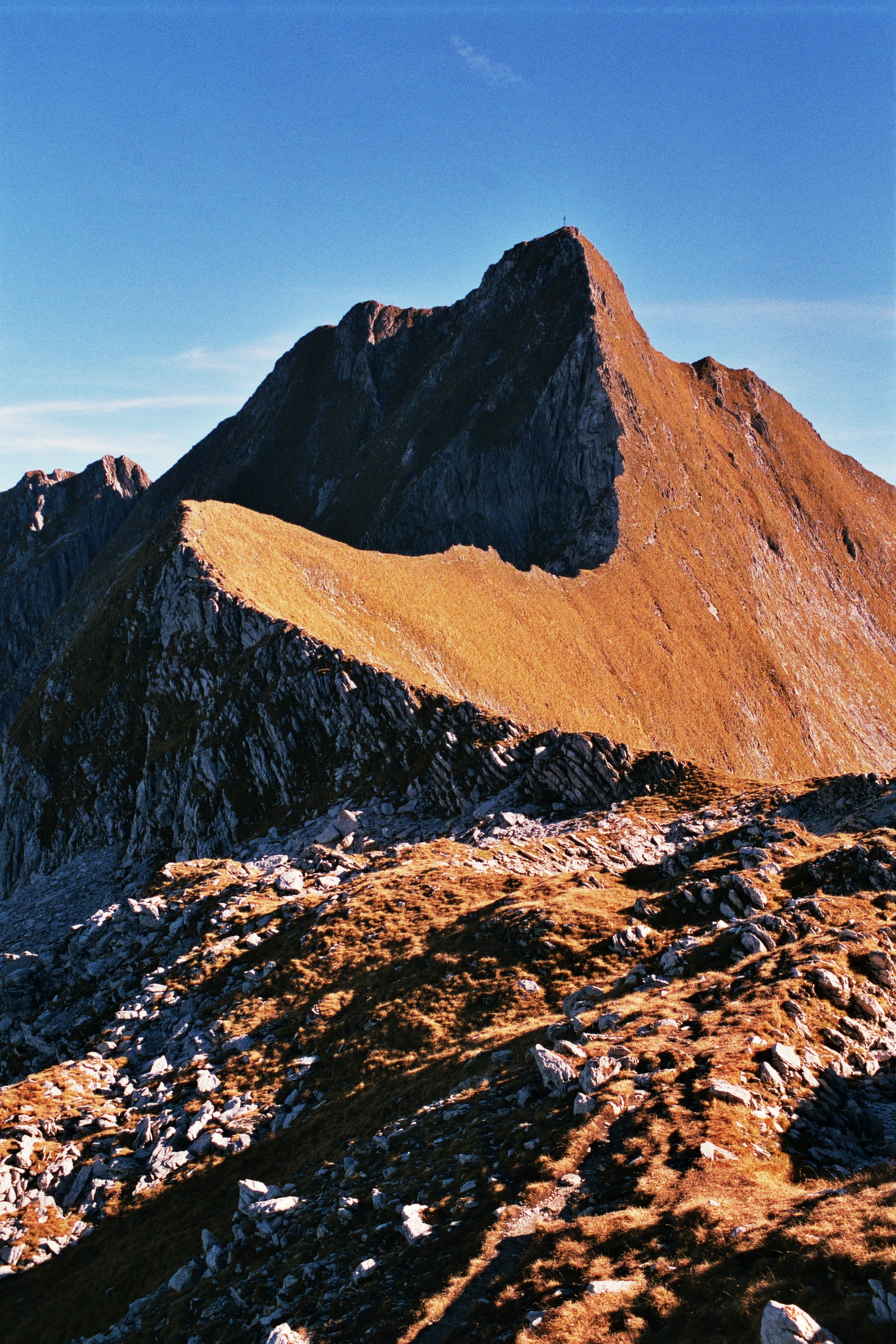
Le Vanil Noir depuis la crête sud-ouest

- les Pléiades, 1 362 mètres, le sommet qui domine Vevey, le plus à l'ouest du massif ;
- la dent de Lys, 2 013 mètres ;
- le Moléson, 2 002 mètres ;
- le Vanil Noir, 2 389 mètres ; le point culminant du massif ;
- la Berra, 1 719 mètres ;
- la dent de Ruth, 2 236 mètres ;
- le Schwyberg, 1 645 mètres ;
- les Gastlosen, 2 063 mètres ;
- le Kaiseregg, 2 185 mètres ;

### Hydrographie

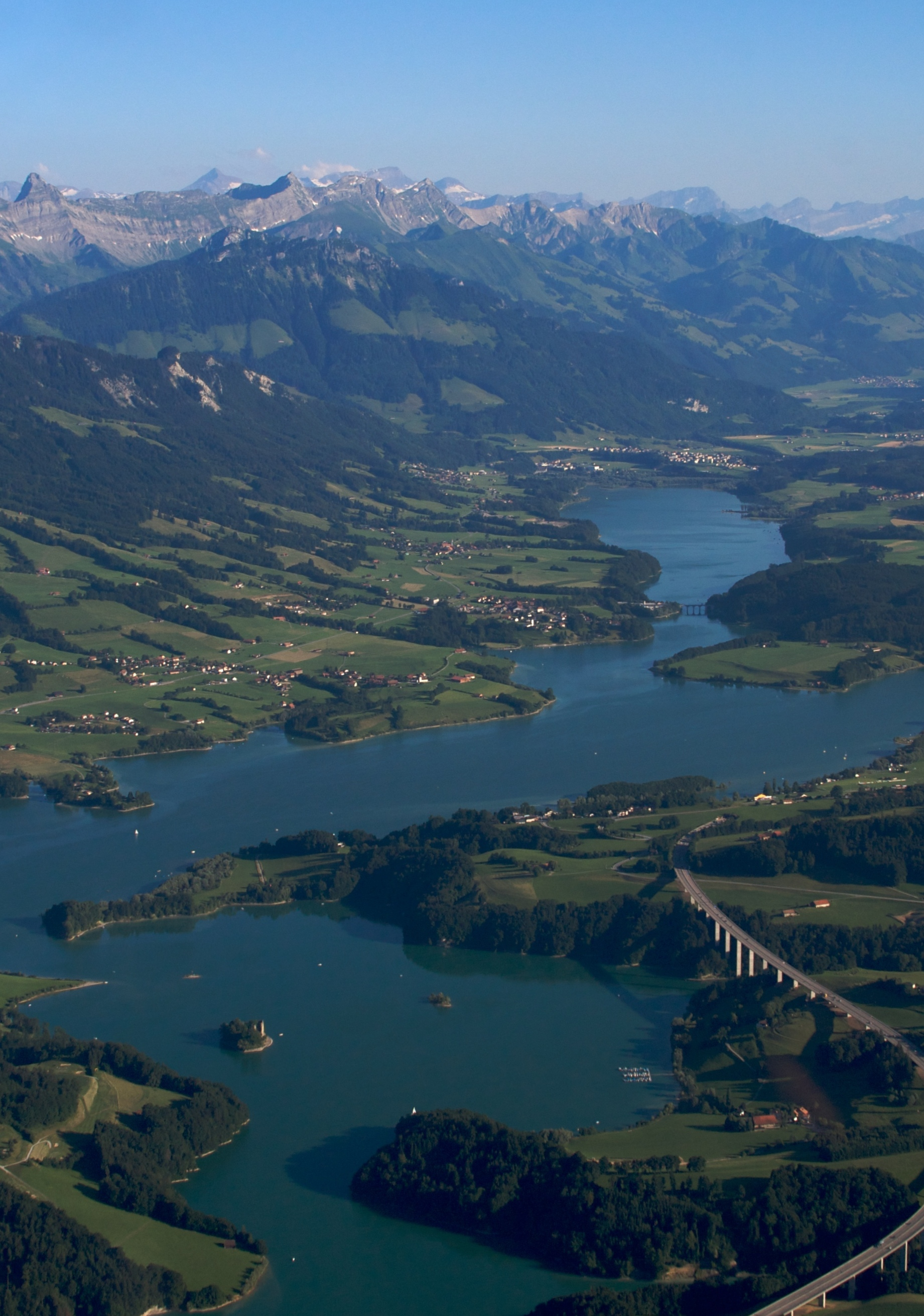
Vue du lac de la Gruyère avec en arrière-plan les Préalpes fribourgeoises.

Les Préalpes fribourgeoises sont en grande partie située sur le bassin versant de l'Aar, qui est lui-même inclus dans le bassin versant du Rhin.
- La Broye prend sa source sur le versant nord des Alpettes au-dessus de Semsales par une multitude de ruisseaux qui se rejoignent au pied du mont. La rivière s'écoule ensuite sur le plateau suisse jusqu'au lac de Morat.
- La Jogne (en allemand : Jaunbach) coupe le massif en deux d'est en ouest, séparant ainsi les massifs de Kaiseregg-Schopfenspitz et de La Berra au nord, du reste des Préalpes fribourgeoises. La rivière prend sa source au sud-est de la dent de Ruth rejoint le lac de Montsalvens puis s'écoule dans les gorges de la Jogne avant de se jeter dans le lac de la Gruyère.
- La Sarine (en allemand : Saane) marque la limite sud des Préalpes fribourgeoises entre Saanen et la confluence avec l'Hongrin, qui marque également la limite sud du massif. Puis la Sarine descend la vallée de l'Intyamon vers le nord pour rejoindre le lac de la Gruyère, séparant ainsi les chaînes du Moléson et de la Dent de Lys du reste du massif.
- La Simme marque la limite sud-est des Préalpes fribourgeoises entre Saanenmöser et Boltigen. La rivière se jette dans le lac de Thoune, elle est donc un affluent de l'Aar.
- La Singine (en allemand : Sense) est le résultat de la confluence de la Warme Sense, émissaire du lac Noir, et de la Kalte Sense qui prend sa source au nord du col du Gurnigel dans les Préalpes bernoises. Elle s'écoule ensuite vers le nord sur le plateau suisse pour se jeter dans la Sarine, marquant ainsi la frontière entre les cantons de Fribourg et de Berne.

La partie ouest des Préalpes fribourgeoises est située sur le bassin versant du Rhône. La chaîne de la Dent de Lys et du Moléson marque la ligne de partage des eaux entre la mer du Nord et la mer Méditerranée.
- La Veveyse
- La Baye de Clarens
- La Baye de Montreux

Le lac Noir, sur le cours de la Singine, est le seul lac naturel important. Le lac du Vernex au sud, et le lac de la Gruyère au nord sont deux lacs artificiels sur le cours de la Sarine en bordure du massif. Le lac de Montsalvens est un lac artificiel sur le cours de la Jogne. Si l'on s'en tient à la définition du massif de Soiusa et du CAS, le lac Léman marque la limite ouest des Préalpes fribourgeoises.

## Activités

### Stations de sports d'hiver

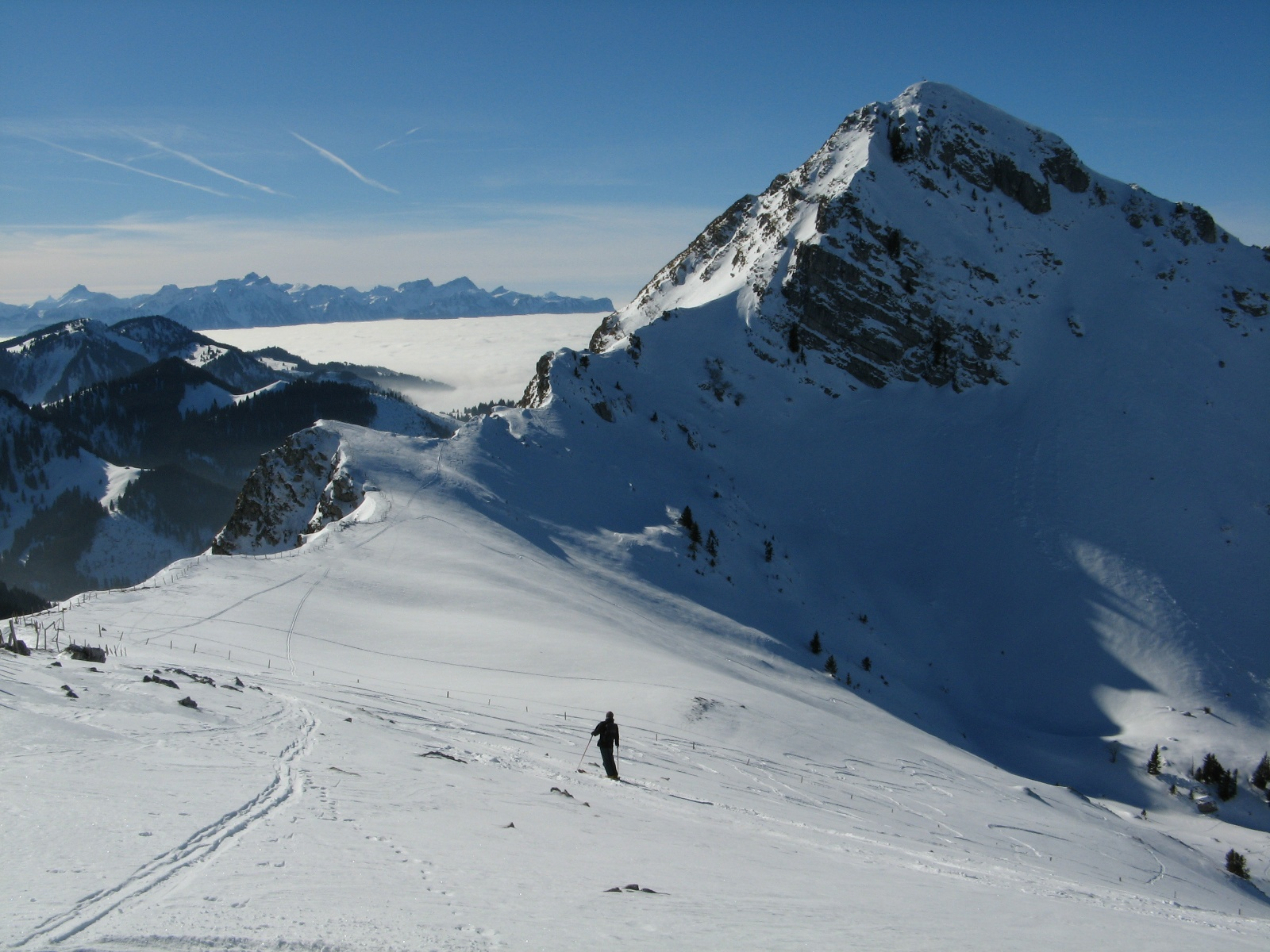
Ski de randonnée sur la crête Moléson - Teysachaux

La pratique du ski alpin y est répandu avec de nombreuses petites stations de ski : 
- Les Pléiades : ski alpin, ski de fond, raquette à neige
- Les Paccots : ski alpin, patinoire, raquette à neige
- Rathvel sur Châtel-St-Denis : ski alpin, raquette à neige
- Moléson sur Gruyères : ski alpin, raquette à neige, piste de luge
- Charmey : ski alpin, ski de fond, piste de luge, raquette à neige, bains de charmey
- La Berra - La Roche : ski alpin, piste de luge, raquette à neige
- Jaun - Im Fang : ski alpin, ski de fond, piste de luge, raquette à neige
- Lac Noir (Fribourg) : ski alpin, ski de fond, piste de luge, raquette à neige

Avec des montagnes de moyennes altitudes, la région est idéale pour la pratique de la raquette à neige. Depuis quelques années, cette pratique s'est davantage développée et de nombreux itinéraires parcourent aujourd'hui les différents massifs. Le ski de randonnée y est également pratiqué.

### Sources et bibliographie
- (de) Cet article est partiellement ou en totalité issu de l’article de Wikipédia en allemand intitulé « Freiburger Voralpen » (voir la liste des auteurs).